# Love Life (TV-serie)
Love Life är en amerikansk romantisk komediserie från 2020. Serien är skapad av Sam Boyd. Den första säsongen består av 10 avsnitt. Den svenska premiären är planerad till den 14 juni 2020 på C More.

## Handling
Serien handlar om resan från den första kärleken till den sista, och hur människorna vi är tillsammans med skapar den personen vi blir när vi till sist hittar den rätta kärleken.

## Rollista (i urval)
- Anna Kendrick - Darby
- Zoë Chao - Sara Yang
- Sasha Compère - Mallory
- Peter Vack - Jim
- Lesley Manville
- Scoot McNairy - Bradley Field
- John Gallagher Jr.
- Kingsley Ben - Adir - Grant